# Graphe poisson
Le graphe poisson est, en théorie des graphes, un graphe possédant 6 sommets et 7 arêtes.
Le nom de graphe poisson est employé au sein de la classification de l'ISGCI (Information System on Graph Classes and their Inclusions).

## Propriétés

### Propriétés générales
Le diamètre du graphe poisson, l'excentricité maximale de ses sommets, est 3, son rayon, l'excentricité minimale de ses sommets, est 2 et sa maille, la longueur de son plus court cycle, est 3. Il s'agit d'un graphe 1-sommet-connexe et d'un graphe 2-arête-connexe, c'est-à-dire qu'il est connexe et que pour le rendre déconnecté il faut le priver au minimum de 1 sommet ou de 2 arêtes.
Il est possible de tracer le graphe poisson sur un plan sans qu'aucune de ses arêtes se croisent. Le graphe poisson est donc planaire. C'est également un graphe distance-unité : il peut s'obtenir à partir d'une collection de points du plan euclidien en reliant par une arête toutes les paires de points étant à une distance de 1.

### Coloration
Le nombre chromatique du graphe poisson est 3. C'est-à-dire qu'il est possible de le colorer avec 3 couleurs de telle façon que deux sommets reliés par une arête soient toujours de couleurs différentes. Ce nombre est minimal.
L'indice chromatique du graphe poisson est 4. Il existe donc une 4-coloration des arêtes du graphe telle que deux arêtes incidentes à un même sommet soient toujours de couleurs différentes. Ce nombre est minimal.
Il est possible de compter les colorations distinctes d'un graphe. Cela donne une fonction dépendant du nombre de couleurs autorisé. Cette fonction est polynomiale et est qualifiée de polynôme chromatique du graphe. Ce polynôme admet pour racines tous les entiers positifs ou nuls strictement inférieurs à 3 et est de degrés 6. Il est égal à : {\displaystyle (x-2)(x-1)^{2}x(x^{2}-3x+3)}.

### Propriétés algébriques
Le groupe d'automorphismes du graphe poisson est un groupe abélien d'ordre 4 isomorphe à Z/2Z×Z/2Z, le groupe de Klein.
Le polynôme caractéristique  de la matrice d'adjacence du graphe poisson est : {\displaystyle x(x+1)(x^{4}-x^{3}-6x^{2}+4x+4)}.